# Rifugio Bagnour
Il rifugio Bagnour è un rifugio situato nel comune di Pontechianale (CN), in valle Varaita, nelle Alpi Cozie, a 2017 m s.l.m.

## Storia
L'edificio che ospita il rifugio nacque nel 1941 come punto di riferimento per l'allora Milizia forestale; utilizzato durante la seconda guerra mondiale per operazioni di avvistamento aereo, l'edificio fu abbandonato dopo la fine delle ostilità. Per iniziativa della Comunità montana Valle Varaita e degli attuali gestori, la ex caserma è stata ristrutturata e riadattata a rifugio. L'inaugurazione è avvenuta nel 2004.

## Caratteristiche e informazioni
Il rifugio è situato nel mezzo del bosco dell'Alevè, sulle rive del lago Bagnour. Di proprietà della Comunità montana Valle Varaita, dispone di 20 posti letto; è aperto e gestito in estate e nei restanti week-end. È dotato di energia elettrica (generatore a pannelli fotovoltaici) e di telefono. Offre servizio ristorante (95 coperti totali), bar ed alberghetto.

## Accessi
Il rifugio si raggiunge partendo da Castello (Pontechianale), mediante il sentiero U8 (1h 15'-1h 30'). È anche raggiungibile partendo da Villaretto e da Alboin, entrambe frazioni di Casteldelfino.

## Ascensioni
- Punta Malta (2995 m; EE; 3 h 30 min circa)
- Cima delle Lobbie (3015 m; F+ con un tratto di II; 4 h circa)

## Traversate
- Rifugio Alpetto e rifugio Quintino Sella al Monviso attraverso il passo dei Duc o il passo adi San Chiaffredo
- rifugio Vallanta attraverso il bosco dell'Alevè
- Rifugio Alevè
- giro di Cima delle Lobbie, attraverso il Passo dei Duc ed il Colle di Luca